# Carsten Mehrtens

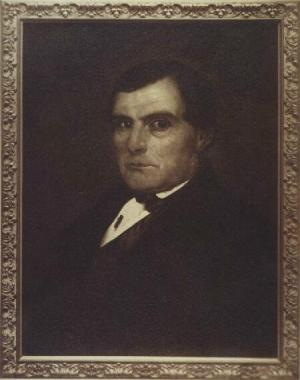
Dieses in der Literatur zur Bremerhavener Stadtgeschichte oft abgedruckte Ölportrait von Carsten Mehrtens entstand vermutlich in den 1850er Jahren und ist heute verschollen.

Carsten Mehrtens (* 26. April 1798 in Donnern; † 15. August 1861 in Bremerhaven) wird in der frühen Geschichtsschreibung Bremerhavens (Pastor Sachau) und in der der Jubiläumsausgabe der Nordwestzeitung zum 100-jährigen Jubiläum der Stadtgründung als erster Einwohner der Stadt Bremerhaven beschrieben. Er leistete am 1. Mai 1827 – dem Gründungstag Bremerhavens – vor Bürgermeister Johann Smidt den Huldigungseid. Sein Leben ist eng verbunden mit der Geschichte der Stadt Bremerhaven. Auf dem Gelände seines Wohnhauses und seiner Fabrik, Deichstraße Ecke Karlsburg, befinden sich heute einige Gebäude der Hochschule Bremerhaven. Einer der Söhne von Carsten Mehrtens war der bis heute gewürdigte Brückenbauingenieur Georg Christoph Mehrtens (1843–1917).

## Carsten Mehrtens und die Gründung Bremerhavens
Aufgrund der zunehmenden Versandung der Weser kaufte der Bremer Bürgermeister Johann Smidt Mitte der 1820er Jahre dem Königreich Hannover das Gebiet an der Geestemündung ab, um dort einen neuen Hafen und die Hafenstadt Bremerhaven anzulegen. Carsten Mehrtens gehörte zu jenen Bewohnern, die schon zu Hannoveraner Zeiten auf dem Gebiet gewohnt hatten. 1798 als Sohn des Landwirts Christopher Mehrtens in Donnern geboren, arbeitete er bereits seit 1821 als Geselle des Schmiedemeisters Gideon von Glahn (vermutlich ein Verwandter mütterlicherseits), der am hannoverschen Nothafen an der Geestemündung ansässig war. Nach dessen Tod 1824 übernahm Mehrtens die Schmiede und heiratete im Mai 1826 von Glahns Witwe Catharina geb. Wrede (1775–1835).

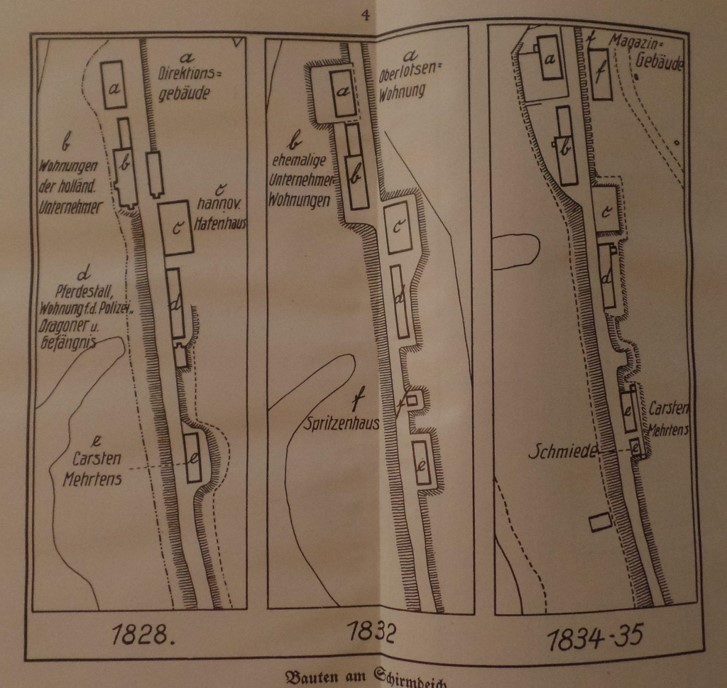
Eine von Georg Besell rekonstruierte Karte zeigt die ersten Gebäude am Geesteufer in Bremerhaven. Haus und Schmiede von Carsten Mehrtens sind klar zu erkennen.

Der hannoversche Nothafen ging im Zuge der Gründung Bremerhavens 1827 an die Hansestadt Bremen über. Carsten Mehrtens war zusammen mit dem Hafenmeister Johann Deetjen, dem Schiffbaumeister C. J. Cornelius und dem Fährpächter Jantzen, die als Erbzinspächter auf dem Gebiet lebten, einer der ersten vier Anwohner, die am 1. Mai 1827 vor Bürgermeister Johann Smidt den Huldigungseid leisteten. Diese vier Männer waren somit die ersten vier offiziellen Einwohner Bremerhavens (zusammen mit ihren Familienangehörigen 19 Einwohner). Erich Kindervater schilderte den Vorgang hundert Jahre später wie folgt:

„An diesem 1. Maimorgen war es, als der damals 28jährige Carsten Mehrtens sich im Amtshause einfand und vor Bürgermeister Johann Smidt und Senator Heineken den Bürgereid ablegte. […] Hoffnungsfroh und voll Schaffensfreude hat […] Carsten Mehrtens sein Werk begonnen. Wie es die Zeit erforderte, schuf er mit an dem Gründungswerk unserer Stadt, neben einer Schmiede auch eine Kaufmannschaft und ein Gasthaus unterhaltend, bis ihn am 15. August 1861 der Tod ereilte. Wir aber wollen mit den Enkeln gern des verdienstvollen Mannes uns am heutigen Tage erinnern […].“

Die Übergabezeremonie des Gebietes von Hannover an Bremen hat auch Georg Bessell auf Grundlage zeitgenössischer Quellen eindrücklich beschrieben. Über die Zusammensetzung der Bremerhavener Bevölkerung schreibt Bessell (unter Berufung auf die Berichte des Bürgermeisters Smidt), diese habe im Jahr 1836 aus 1082 Einwohnern bestanden, davon 804 Erwachsene und 278 Kinder. Mit Blick auf die handwerklichen Berufe seien „natürlich diejenigen am stärksten vertreten, die für die Schifffahrt am nötigsten sind, 5 Schmiedemeister mit einigen 20 [Gesellen] und 7 Schiffszimmerleute mit etwa einem Dutzend Gesellen.“ Carsten Mehrtens war also in dieser Zeit einer von fünf Schmiedemeistern in Bremerhaven. Es war damals nicht unüblich, dass Haus- und Geschäftsbesitzer als zusätzlichen Erwerbszweig noch eine kleine Gastwirtschaft betrieben. Davon zeugen auch die Berichte des bremischen Amtmannes Thulesius, der schon 1832 in einem Schreiben an die bremische Senatskommission klagte:

„Es gibt in der That nur sehr wenig Anbauer hier, die nicht wenigstens eine kleine Schänke mit ihrem anderweitigen Gewerbe verbinden […] und es ist als gehöre die Wirthschaft nothwendig dazu, wenn jemand ein Gewerbe treibt, mit dem er sie nur irgend zu verbinden weiß; die Wirthschaft muß gleichsam die Veranlassung und Gelegenheit zu dem sonstigen Gewerbebetriebe darbieten. […] Das Ding kann aber nun unmöglich so fortgehen. Ein Ort, der aus lauter Wirtshäusern bestände, wäre doch in der That eine wenig erfreuliche Erscheinung […].“

Ab den 1840er Jahren waren zudem viele Auswanderer in der Stadt, die manchmal tage- oder sogar wochenlang auf die Abfahrt ihrer Schiffe nach Amerika warten mussten. Zur angemessenen Unterbringung und Verpflegung dieser Menschen ließ der Kaufmann Johann Georg Claussen 1849/50 das Auswandererhaus errichten, in dem bis zu zweitausend Menschen Unterkunft finden konnten.
Seit der Gründung Bremerhavens war nicht nur die Schifffahrt ein wichtiger Wirtschaftszweig, sondern auch der Bau und die Reparatur von Schiffen. Die ersten Werften waren an der Geeste angesiedelt. Die älteste Werft auf dem Gebiet des späteren Bremerhavens war der 1821 gegründete Betrieb von Cornelius Jantzen. Kurz nach der Gründung Bremerhavens folgten 1833 die Werften von Johann Lange und Friedrich Wilhelm Wencke, die direkt nebeneinander lagen. Die Überreste der Dockanlagen der Wencke-Werft wurden 2012 saniert. Schmiede und Wohnhaus von Carsten Mehrtens haben sich ganz in der Nähe der Werft von Johann Lange befunden haben. Dass Carsten Mehrtens’ Sohn den Betrieb seines Vaters als Dampfhammerschmiede & Fabrik schmiedeeiserner Schiffsartikel etc. bewarb, könnte darauf hindeuten, dass es ihm gelungen war, sich als Zulieferer der ortsansässigen Werftindustrie zu etablieren.

## Wohnhaus und Fabrik von Carsten Mehrtens

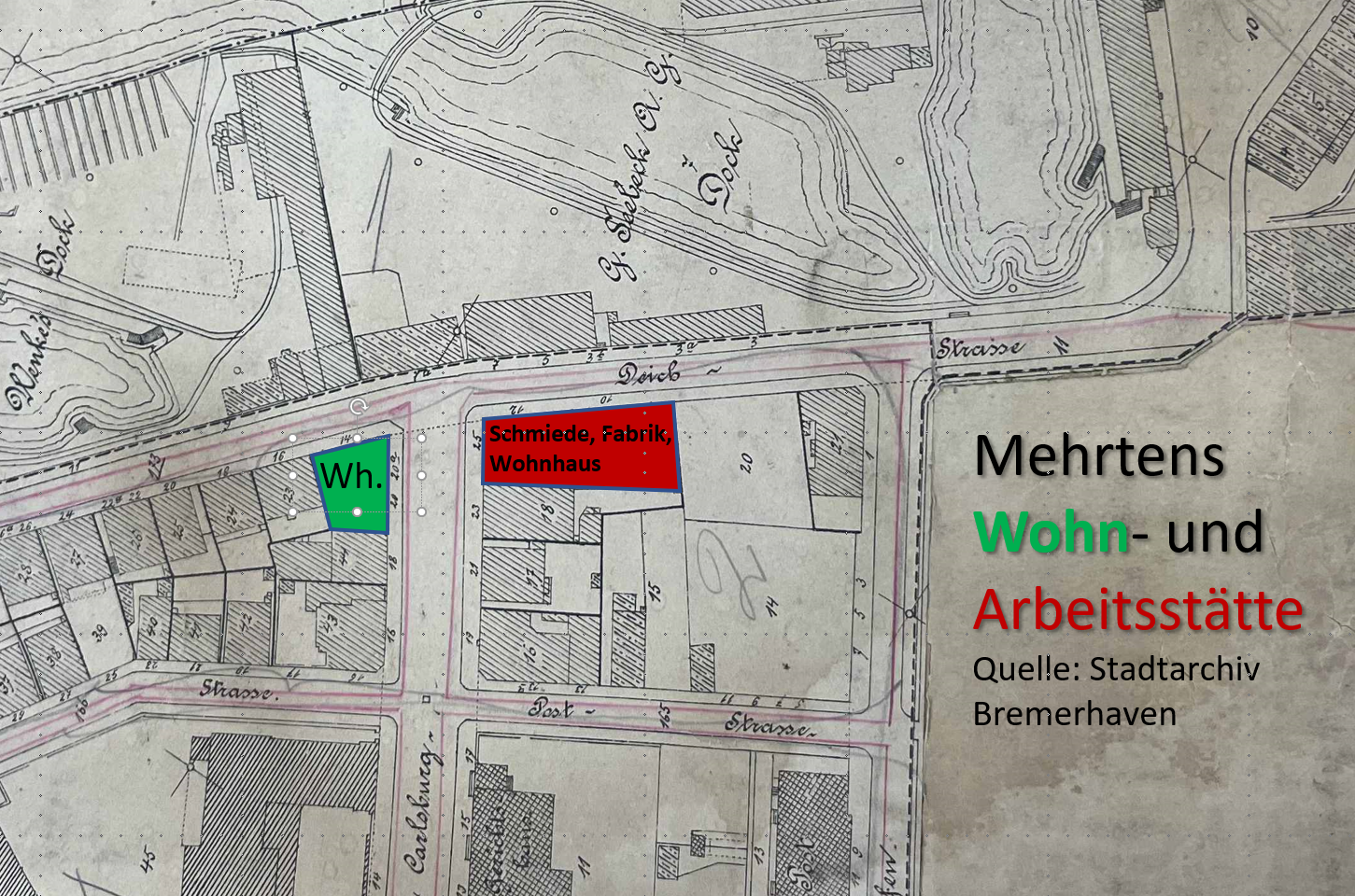
Anbauplätze von Carsten und Metta Dorothea Mehrtens. Der Bebauungsplan (Quelle: Stadtarchiv Bremerhaven) stammt aus den 1890er Jahren. Farbliche Markierungen und Einzeichnungen: Karsten Mehrtens.

Wie aus den Akten hervorgeht, lebte Carsten Mehrtens mit seiner Ehefrau und deren Sohn zu dieser Zeit in einem Haus, das seine Ehefrau 1825 auf dem ihr noch durch das Gericht Lehe zugewiesenen Anbauplatz am Geesteufer errichten ließ. Dieser Anbauplatz befand sich neben dem Grundstück von Cornelius Jantzen. Im August 1828 erhielt Carsten Mehrtens die Erlaubnis, neben seinem Wohnhaus einen Holzstall (24 Fuß Länge, 20 Fuß Breite) für eine Kuh und Pferde von auswärtigen Gästen zu errichten. Die genaue Lage des ersten Wohnhauses und der ersten Schmiede von Carsten Mehrtens geht aus den Plänen hervor, die Theodor Sachau 1927 rekonstruierte. Unter den dort eingezeichneten „Bauten am Schirmdeich“ zur Geeste finden sich auch jene von Carsten Mehrtens. Auch Georg Besell erwähnt in seiner Arbeit über die Geschichte Bremerhavens diese Gebäude. Besell betont die Nähe des Hauses von Carsten Mehrtens zum alten Hafenhaus, dem Dragonerstall und dem Spritzenhaus.
Bald darauf interessierte sich der Bremer Senat für Mehrtens’ gut gelegenes Grundstück. Carsten Mehrtens erklärt sich bereit, sein Grundstück gegen ein anderes, für sein Gewerbe noch günstiger gelegenes einzutauschen – sofern die Abgaben für das neue Grundstück nicht die des alten überschreiten würden. In einem Schreiben vom 1.7.1830 bietet er Bremen sein Grundstück schließlich für 2000 Taler Gold zum Kauf an. Der Handel scheint wenige Jahre später zustande gekommen zu sein. Mehrtens neuer Bauplatz lag etwas weiter westlich im Winkel zwischen dem Deich und der auf den Deich zulaufenden Karlsburgstraße (westliche Seite). Dort wurde „bis zum Deiche hin“ die Schmiede errichtet und daneben (mit der Frontseite zum Deich) „ein bescheidenes Wohnhaus“.
Carsten Mehrtens spielte eine wichtige Rolle im sich entwickelnden Bremerhavener Gemeinwesen. Er zählte 1833 zu den von Bürgermeister Smidt berufenen fünf Schul- und Armenpflegern Bremerhavens. Dabei handelte es sich um einen Ausschuss, der dafür verantwortlich war, die Mitbürger zur Zahlung des Schulgeldes und zur Entrichtung freiwilliger Beiträge für die Schul- und Armenkasse zu bewegen. Erstmals in der Bremerhavener Stadtgeschichte wurden die Bürger in die Verwaltung ihres Gemeinwesens einbezogen, wenngleich sie dabei unter der Aufsicht des Bremer Amtmannes standen und ihr Entscheidungsspielraum recht begrenzt war. Bei den Wahlen zu den Ortsvorständen im November 1837 war Carsten Mehrtens zwar einer der Kandidaten mit den meisten Stimmen, wurde allerdings – möglicherweise auf Grund der Intervention des Amtmannes Thulesius – nicht von Bürgermeister Smidt ernannt.
1842 konnte Mehrtens seinen Grund und Boden nochmals erweitern, indem er sich mit seinem Stiefsohn – dem Alleinerben des Schmiedes Gideon von Glahn und dessen verstorbener Witwe – auf die Übernahme von dessen Anbauplatz verständigte, der direkt an das Mehrten’sche Grundstück grenzte. Diese Übertragung geschah Sachau zufolge „unwiderruflich“, doch habe sich die Deputation zur Verwaltung der öffentlichen Grundstücke „die Einziehung des an den Hausplatz sich anschließenden Gartenlandes“ vorbehalten. Lage und Ausmaße des erweiterten Grundstückes werden von Sachau genau beschrieben:

„Nach dem neuen Grundbrief […] besteht das Grundstück in einem Parallelogramm und mißt in der Länge am Deiche von der westlichen Linie der Karlsburg an 125 Fuß, in der Tiefe an der Karlsburg aber von der inneren Kappe des Deiches an nordwärts 69 Fuß Bremisch.“

Sachau liefert auch eine genaue Beschreibung der folgenden Baumaßnahmen. Im Unterschied zum „bescheidenen“ Vorgängerbau wird das neue Wohnhaus, in dem Carsten Mehrtens auch eine Gastwirtschaft betreiben wird, deutlich größer. Ein Anzeichen dafür, dass es Carsten Mehrtens inzwischen gelungen war, einen gewissen Wohlstand zu erlangen:

„Auf diesem erweiterten Grundstück ließ [Carsten] Mehrtens ein neues geräumiges Wohnhaus von 60 Fuß Breite und 30 Fuß Tiefe mit sechs Fenstern im ersten Stockwerk nach dem Deiche zu errichten. Die Fundamente des alten Gebäudes wurden zum Wiederaufbau des neuen benutzt und die fehlenden von erforderlicher Tiefe und Breite angelegt.“

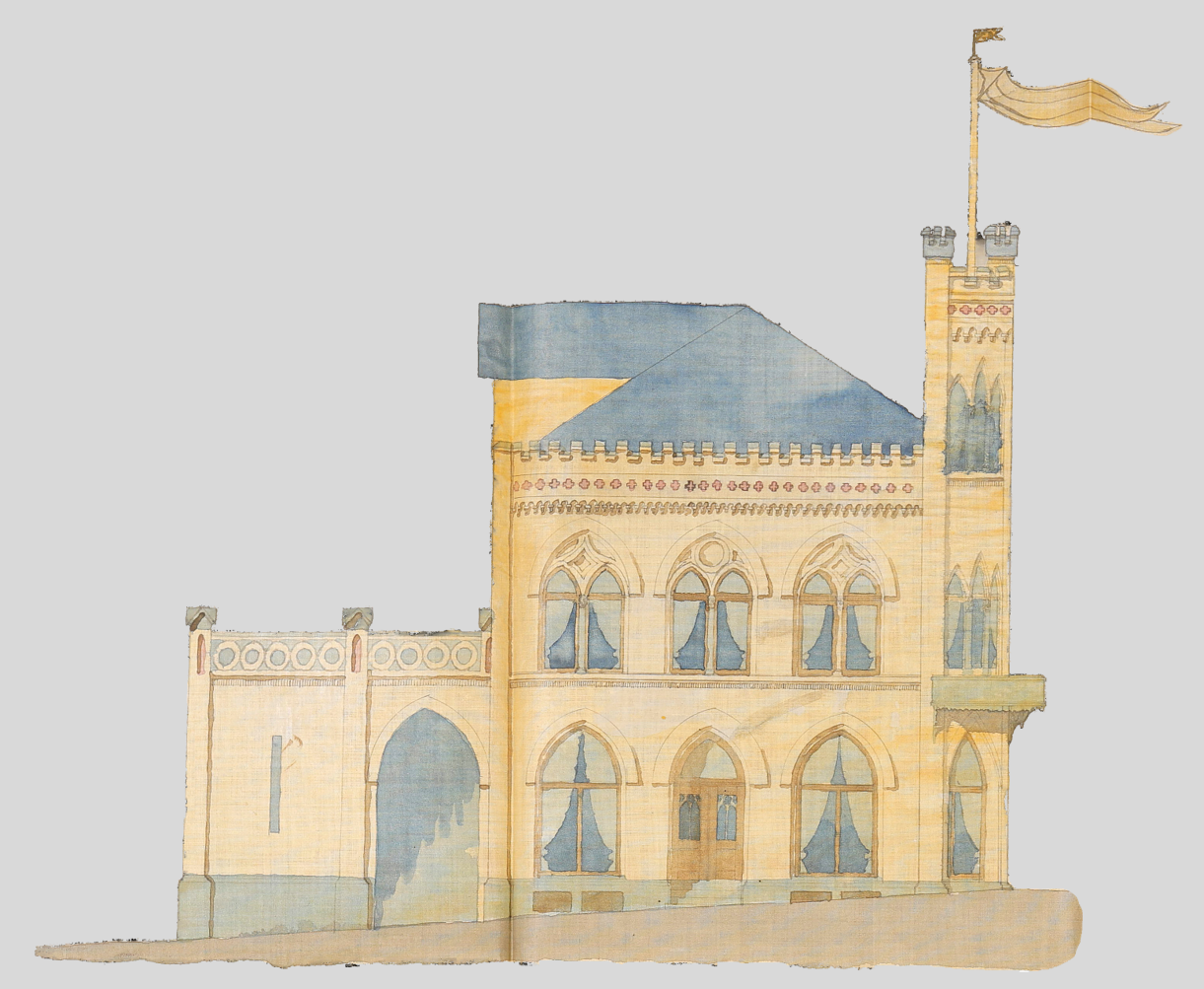
Wohnhaus von Carsten Mehrtens, Am Deich / Carlsburg, 1861 (Bauzeichnung. Quelle: Stadtarchiv Bremerhaven)

Dieses repräsentative Wohn- und Gasthaus befand sich ganz in der Nähe des Anlegers der Flussdampfschiffe und verfügte auch über eine Kegelbahn. Rechts vom Hauseingang eröffnete Mehrtens zudem ein Kolonialwarengeschäft. Das Gasthaus entwickelte sich zu einem beliebten Treffpunkt von Kapitänen, Steuerleuten und Lotsen. Die Unterkunft wurde zudem oft von Kapitänsfrauen aus der weiteren Umgebung genutzt, die ihre Männer zur Ausreise begleiteten. Verschiedene Quellen betonen den guten Ruf, den Carsten Mehrtens’ Gaststätte genoss. Die Führung der Gastwirtschaft oblag offenbar weitgehend Mehrtens’ zweiter deutlich jüngeren Ehefrau Metta geb. Labouseur (1811–1889), einer Hugenottin, die er 1836 nach dem Tod seiner ersten Ehefrau geheiratet hatte. Verschiedene Quellen heben ihren außerordentlichen Geschäftssinn hervor.
Es existiert eine Bauzeichnung, die den Zustand dieses Hauses im Jahr 1861 zeigt und auch eine entsprechende Zeichnung der Schmiede. Die Grundstücke lagen an der Deichstraße, Ecke Karlsburg. Das Haus und die Schmiede standen in der Nähe des Hafenhauses am Nordufer der Geeste auf dem alten Wall der Carlsburg, nahe der heutigen Kennedybrücke.

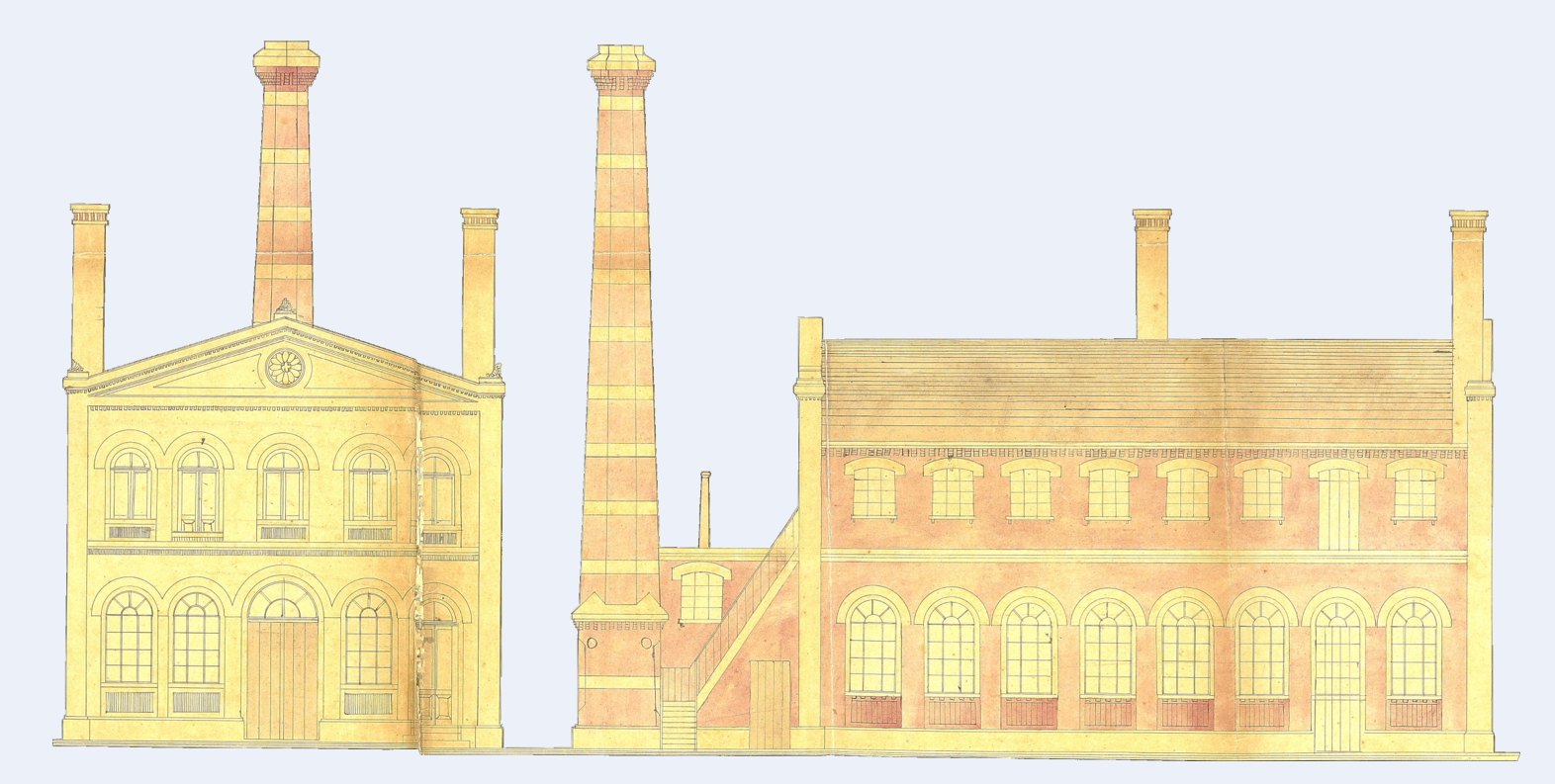
Schmiedewerkstätte von Carsten Mehrtens mit Kessel- und Maschinenhaus, 1861 (Quelle: Stadtarchiv Bremerhaven)

In der Literatur heißt es gelegentlich, dass Carsten Mehrtens die Schmiede später zu einer der ersten maschinenbetriebenen Fabriken mit Dampfhammer ausbaute. Die überlieferten Akten legen nahe, dass Carsten Mehrtens dieses Bauvorhaben zwar noch planen konnte, jedoch noch während der Planungsphase verstarb, so dass die Fertigstellung und Inbetriebnahme der Fabrik unter der Leitung seiner Witwe erfolgten. Metta Dorothea Mehrtens geborene Labousseur kann somit als einer der ersten Fabrikunternehmerinnen Bremerhavens bezeichnet werden. Diese Verantwortung übertrug sie einige Jahre später zumindest offiziell ihrem ältesten Sohn Johann Hinrich Mehrtens.

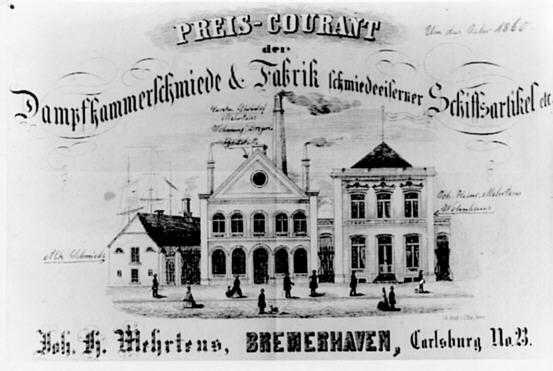
Anzeige der Fabrik unter der Leitung von Johann Hinrich Mehrtens, ca. 1865. (Quelle: Christian Mehrtens)

Aus dieser Zeit ist eine Werbeannonce überliefert, die eine weitere Außenansicht des Betriebs zeigt und zudem Aufschluss über die Produktpalette gibt (Dampfhammerschmiede & Fabrik schmiedeeiserner Schiffsartikel etc.). In dieser Werbeanzeige, die vermutlich um 1865 veröffentlicht wurde, firmiert bereits Johann Hinrich Mehrtens als Inhaber. Gleichwohl gab die geschäftstüchtige Metta Dorothea Mehrtens die Gesamtleitung der Mehrtens’schen Betriebe vermutlich krankheitsbedingt erst in den 1870er Jahren aus der Hand. Nach dem Konkurs der Fabrik wurde die Anlage 1875 öffentlich versteigert. Johann Hinrich Mehrtens starb im September 1917 in Hannover.

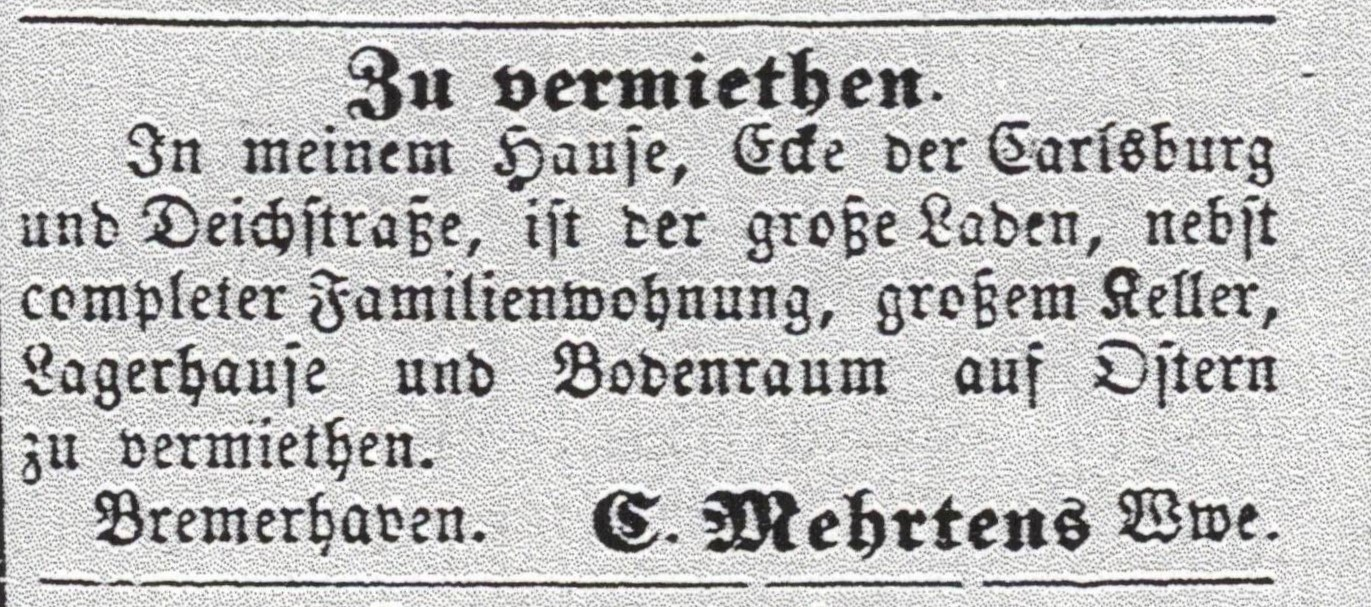
Zeitungsanzeige der Witwe Metta Dorothea Mehrtens aus dem Jahr 1862, Stadtarchiv Bremerhaven.

Die Familie Mehrtens besaß zudem noch ein weiteres Grundstück auf der gegenüberliegenden Straßenseite, den Anbauplatz Nr. 537 (ungefähr die heutige Deichstraße Nr. 6) samt darauf befindlichem Wohnhaus. Auf dieses Wohnhaus bezieht sich vermutlich auch eine Zeitungsanzeige von Metta Dorothea Mehrtens aus dem Frühjahr 1862, als sie – rund ein halbes Jahr nach dem Tod ihres Mannes – eine Etage zur Miete anbot.
Nach Auskunft des Katasteramtes Bremerhaven liegen dort keine Informationen über Abbrucharbeiten an den Gebäuden Ecke Deichstraße/Karlsburg vor. Es ist daher davon auszugehen, dass alle hier beschriebenen Gebäude, die sich im Besitz der Familie befanden, erst im Zweiten Weltkrieg zerstört wurden. Auf dem Areal der Anbauplätze 600 a–c (Wohnhaus, Schmiede und Fabrik) 547 (Wohnhaus von Johann Hinrich Mehrtens) und 537 befinden sich heute wie eingangs erwähnt Teile der Hochschule Bremerhaven.

## Nachfahren

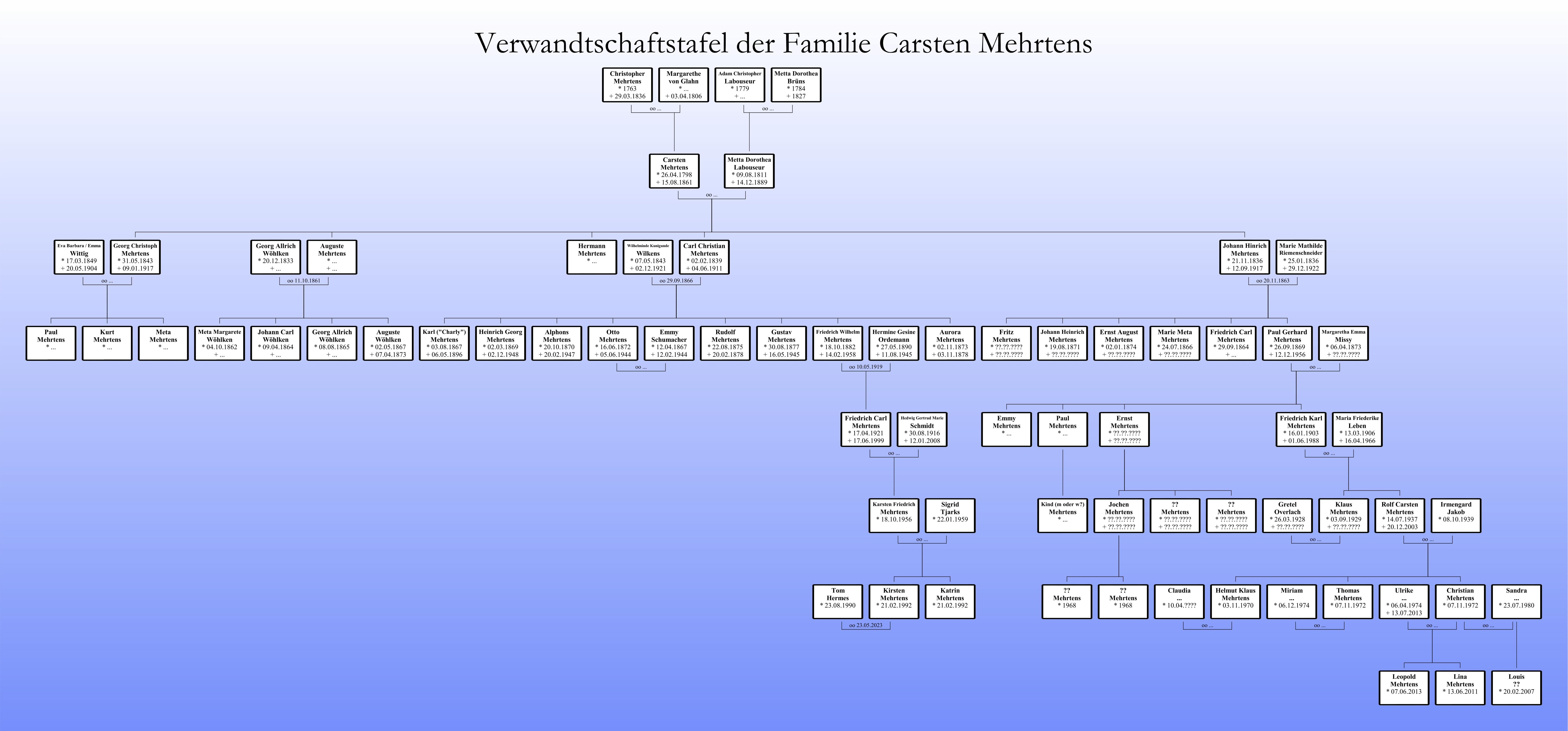
Ahnentafel der Familie Carsten Mehrtens

Während die Ehe zwischen Carsten Mehrtens und seiner ersten Frau (der Witwe des Schmiedemeisters von Glahn) kinderlos blieb, gingen aus der Ehe mit seiner zweiten Ehefrau Metta (geb. Labousseur) fünf Kinder hervor. Der zweitjüngste Sohn Georg Christoph Mehrtens (1843–1917) erlangte als Bauingenieur, Geheimer Hofrath und ordentlicher Professor der Ingenieurwissenschaften an der Königlich Technischen Hochschule Dresden internationale Berühmtheit für seine Brückenkonstruktionen. Im 27. Brückenbausymposium der Universität Dresden (2007) wird seine wissenschaftliche Leistung ausdrücklich gewürdigt: „Seine umfangreiche Monografie über Eisenbrückenbau und dessen Genese begründete die wissenschaftliche Technikgeschichte auf dem Gebiet des Brückenbaus und wurde […] bis heute nicht überboten.“

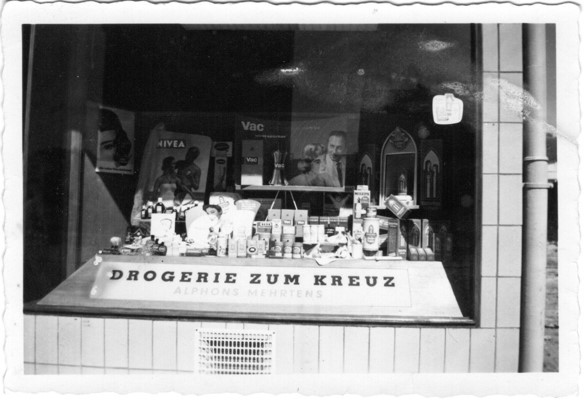
Drogerie zum Kreuz, Bremerhaven. Inhaber: Alphons Mehrtens

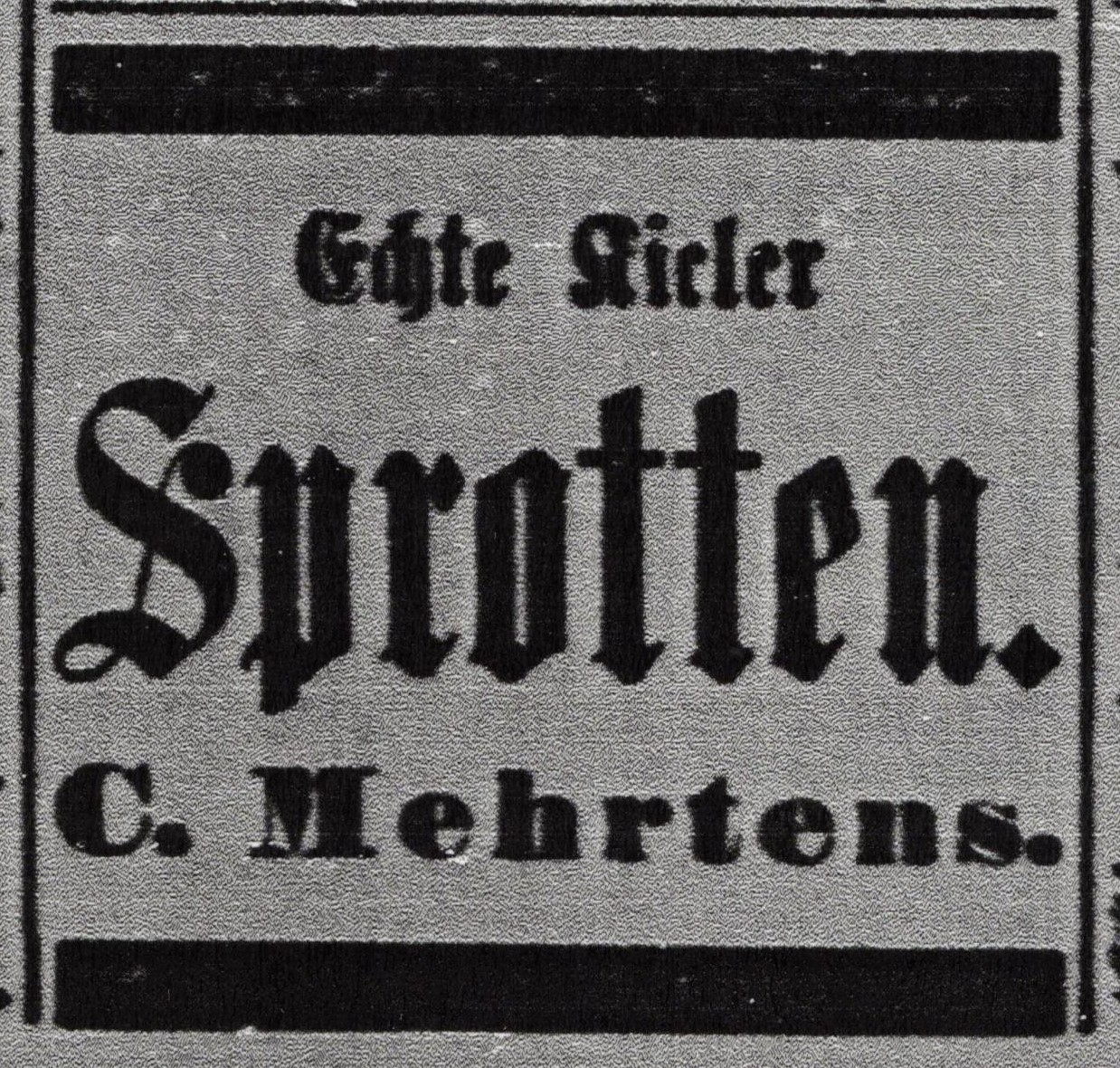
Anzeige des Kolonial- u. Delikattessengeschäfts von Carl Mehrtens, Stadtarchiv Bremerhaven.

Carsten Mehrtens starb nach längerer Krankheit am 15. August 1861 in Bremerhaven. Nach seinem Tod führte Metta Mehrtens den Gesamtbetrieb zunächst fort, ehe sie die Schmiede an ihren Sohn Johann Hinrich und die Gastwirtschaft und den Einzelhandel an ihren Sohn Carl Christian übergab. Letzterer eröffnete später ein Kolonial- und Delikatessengeschäft in der Bürgermeister-Smidt-Straße 18. Sein Bruder Alphons führte später die Drogerie „Zum Kreuz“ in der Bürger 19, dessen Bruder Heinrich betrieb eine Kolonialwarenhandlung in der Bürger 28.

## Die Vermächtnisgrabstätte der Familie Mehrtens auf dem Friedhof Lehe II

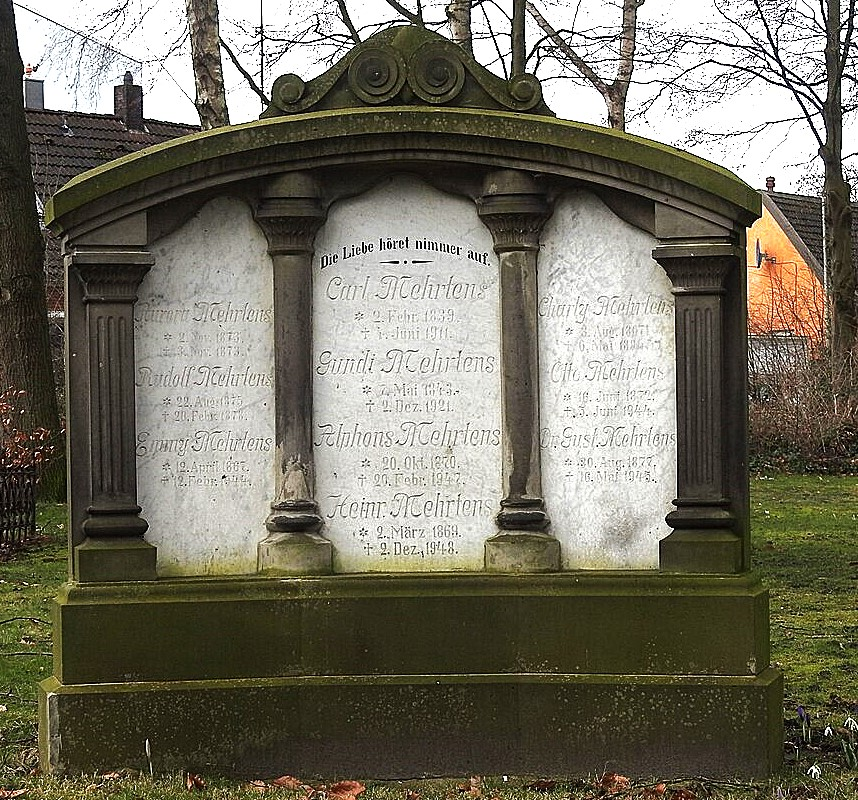
Die Vermächtnisgrabstätte der Familie Mehrtens auf dem Friedhof Lehe II, Februar 2024

Die Vermächtnisgrabstätte der Familie Mehrtens befindet sich auf dem Friedhof Lehe II. Auf diesem Friedhof befinden sich auch viele weitere Grabstätten bedeutender Persönlichkeiten der frühen Bremerhavener Stadtgeschichte, wie zum Beispiel die Grabstätte des Hafenerbauers Johannes Jakobus van Ronzelen. Bevor 1870 der Friedhof Wulsdorf angelegt wurde, wurden fast alle Bremerhavener Bürger in Lehe bestattet.

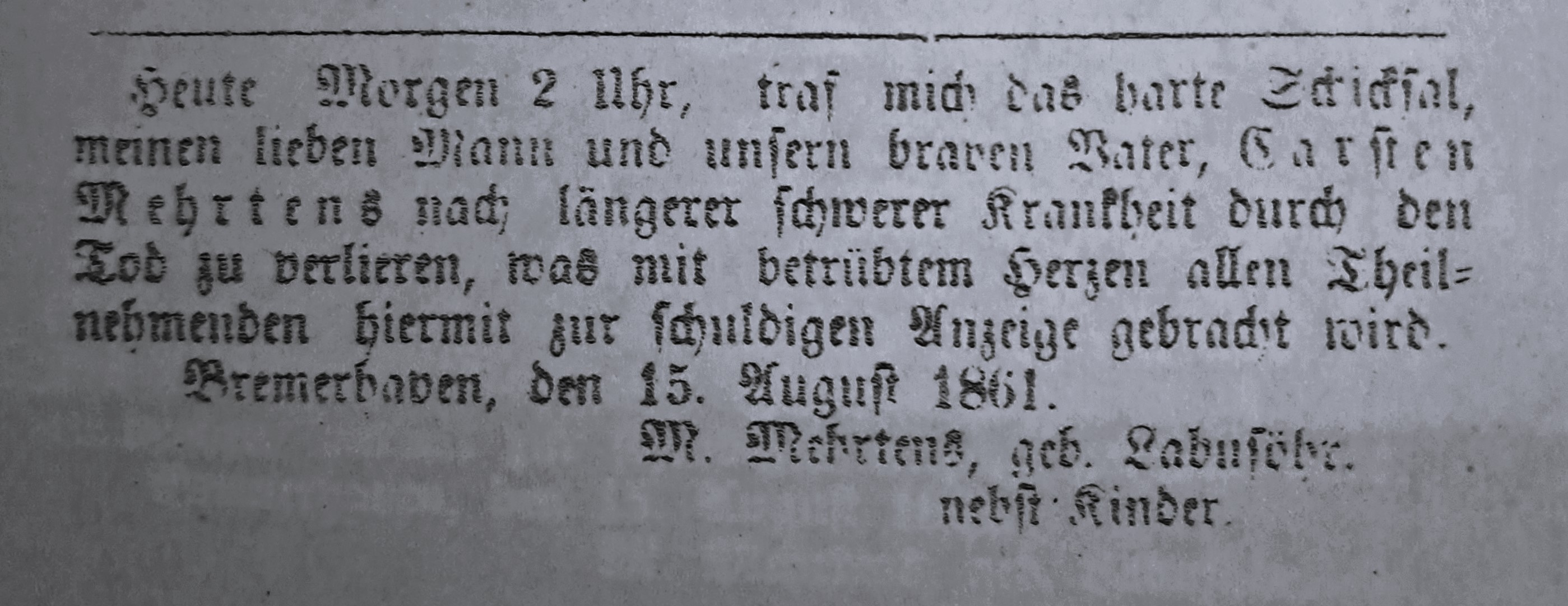
Todesanzeige von Carsten Mehrtens (Der Mitteiler an der Unter-Weser, August 1861), Stadtarchiv Bremerhaven.

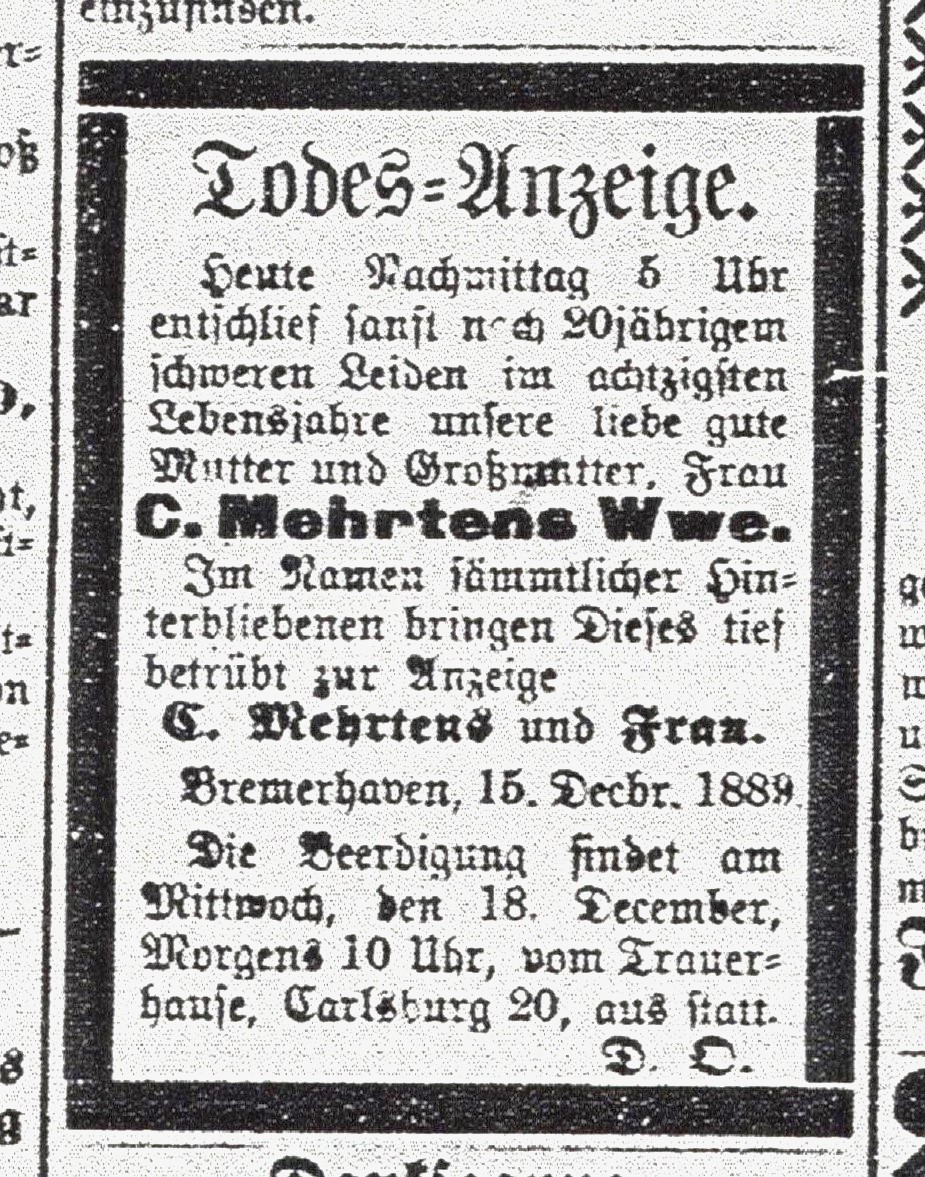
Todesanzeige Metta Dorothea Mehrtens 1889, Stadtarchiv Bremerhaven.

Auf der Vermächtnisgrabstätte sind die Namen von insgesamt zehn Mitgliedern der Familie Carsten Mehrtens verzeichnet. Alle Namen gehören zur zweiten bzw. dritten Generation der Familie, die Namen von Carsten Mehrtens und seiner Frau Metta Dorothea sind dort nicht (mehr) aufgeführt. Mit höchster Wahrscheinlichkeit sind aber auch sie hier bestattet. Dafür spricht vor allem der Umstand, dass die Grabstelle neun Monate nach dem Tod von Carsten Mehrtens von seiner Witwe als große Vermächtnisgrabstätte für ihre Familie erworben wurde. Die Annahme liegt nahe, dass sich zum Zeitpunkt des Ankaufs an diesem Ort bereits das Grab von Carsten Mehrtens befand. In Metta Dorotheas Todesanzeige vom Dezember 1889 wurde zwar kein Friedhof genannt, aber es wurde bekannt gegeben, dass der Trauerzug vom Wohnhaus der Verstorbenen (Carlsburg 20) startet. Der Friedhof Lehe II war von dort aus in weniger als einer Stunde zu Fuß zu erreichen. Es ist also davon auszugehen, dass auch Metta Dorothea Mehrtens dort bei ihrem Mann bestattet wurde, zumal die Vermächtnisgrabstätte ja von ihr selbst erworben wurde. Für die im Jahr 2000 vom Gartenbauamt Bremerhaven geäußerte Vermutung, Carsten Mehrtens könnte in seinem Heimatort Donnern (Landkreis Bexhövede) bestattet worden sein, gibt es keinerlei Anhaltspunkte.
Eine Erklärung für die fehlenden Inschriften zu Carsten Mehrtens und Metta Dorothea Mehrtens könnte der spätere Austausch der Grabplatten sein. Die genaue Rekonstruktion der Vorgänge wird dadurch erschwert, dass im Grabbuch dieser Vermächtnisgrabstätte erst ab 1921 die Beerdigungen verzeichnet wurden.
Im Jahr 2020 wurde die Grabstätte im Auftrag von Karsten Mehrtens – einem Ururenkel von Carsten Mehrtens – umfassend restauriert. Das Triptychon mit klassizistischen Säulen trägt die Inschrift „Die Liebe höret nimmer auf“ (1.Korinther 13:8). Darunter stehen folgende Namen und Lebensdaten (zur besseren Einordnung werden an dieser Stelle in eckigen Klammern noch einige knappe biographische Informationen ergänzt):
Aurora Mehrtens (2.11.1873–3.11.1873), [Kind], Carl Mehrtens (2.2.1839–4.6.1911), [Sohn von Carsten Mehrtens, Kolonialwarenhändler], Charly Mehrtens (3.3.1867–6.5.1896), [Sohn von Carl Mehrtens, an Lungenentzündung gestorben], Rudolf Mehrtens (22.8.1875–20.2.1878), [Sohn von Carl Mehrtens], Gundi Mehrtens (2.5.1843–2.12.1921), [Frau von Carl Mehrtens], Otto Mehrtens (16.6.1872–5.6.1944), [Sohn von Carl Mehrtens, Schiffbauingenieur], Alphons Mehrtens (20.10.1870–20.2.1947), [Sohn von Carl Mehrtens, Drogist], Emmy Mehrtens (12.4.1867–12.2.1944), [Ehefrau von Otto Mehrtens], Dr. Gust. Mehrtens (30.8.1877–16.5.1945), [Sohn von Carl Mehrtens, Chemiker bei Riedel-de Haën], Heinr. Mehrtens (2.3.1869–2.12.1948), [Sohn von Carl Mehrtens, Kaufmann]
Carsten Mehrtens’ Enkel, der Drogist Alphons Mehrtens, war auch langjähriges Mitglied der Bremischen Bürgerschaft.

## Würdigungen

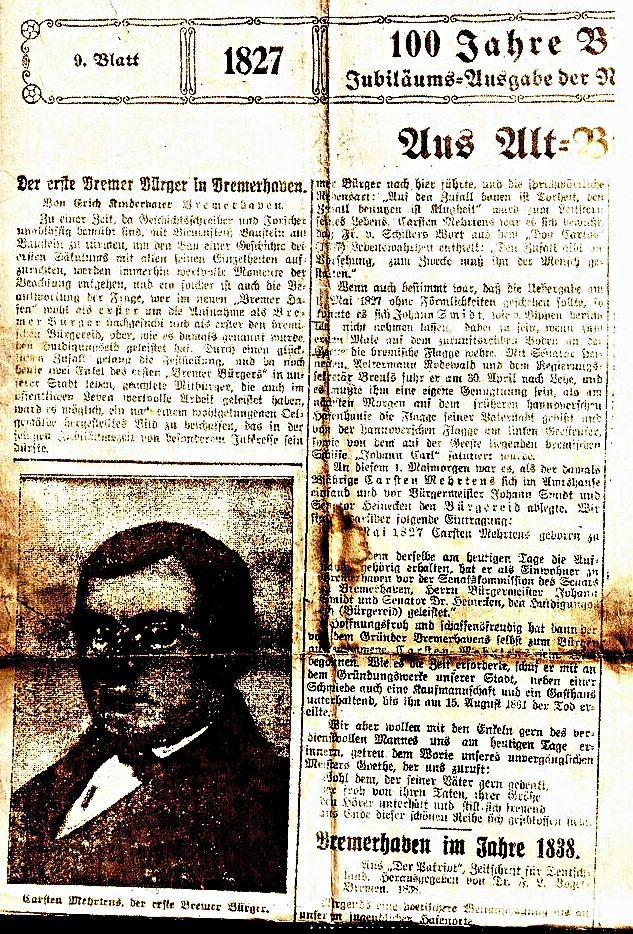
Der Artikel von Erich Kindervater über Carsten Mehrtens in der Jubiläumsausgabe der Nordwestdeutschen Zeitung zum 100. Geburtstag Bremerhavens, Stadtarchiv Bremerhaven.

Die Bedeutung von Carsten Mehrtens für die Bremerhavener Stadtgeschichte wurde wiederholt und von verschiedenen Autoren hervorgehoben. In der Jubiläumsausgabe der Nordwest-Zeitung zum 100. Jahrestag der Stadtgründung würdigte auch Erich Kindervater Carsten Mehrtens in einem eigenen Artikel als ersten Bürger Bremerhavens. Hier findet sich auch die früheste überlieferte Ablichtung des Ölportraits von Carsten Mehrtens, das heute als verschollen gelten muss. Die Ausführungen Kindervaters legen nahe, dass sich das Ölgemälde bei Erscheinen des Artikels im Mai 1927 im Besitz der Familie Mehrtens befunden haben muss, jedenfalls werden in diesem Zusammenhang die damals noch in Bremerhaven lebenden Enkel von Carsten Mehrtens, der Kaufmann Heinrich Mehrtens und der Apotheker Alphons Mehrtens, ausdrücklich erwähnt:

„[…] und da noch zwei Enkel des ersten ,Bremer Bürgers‚‘ in unserer Stadt leben, geachtete Mitbürger, die auch im öffentlichen Leben wertvolle Arbeit geleistet haben, ward es möglich, ein nach einem wohlgelungenen Ölgemälde hergestelltes Bild zu beschaffen, daß in der jetzigen Jubiläumszeit von besonderem Interesse sein dürfte.“

Die Spur des Gemäldes verliert sich endgültig in den 1980er Jahren, als der Ur-ur-Enkel Rolf Mehrtens das Gemälde nach eigenen Angaben in Bremerhaven fotografierte. Wo genau sich das Gemälde damals befunden hat, konnte bislang jedoch nicht geklärt werden.

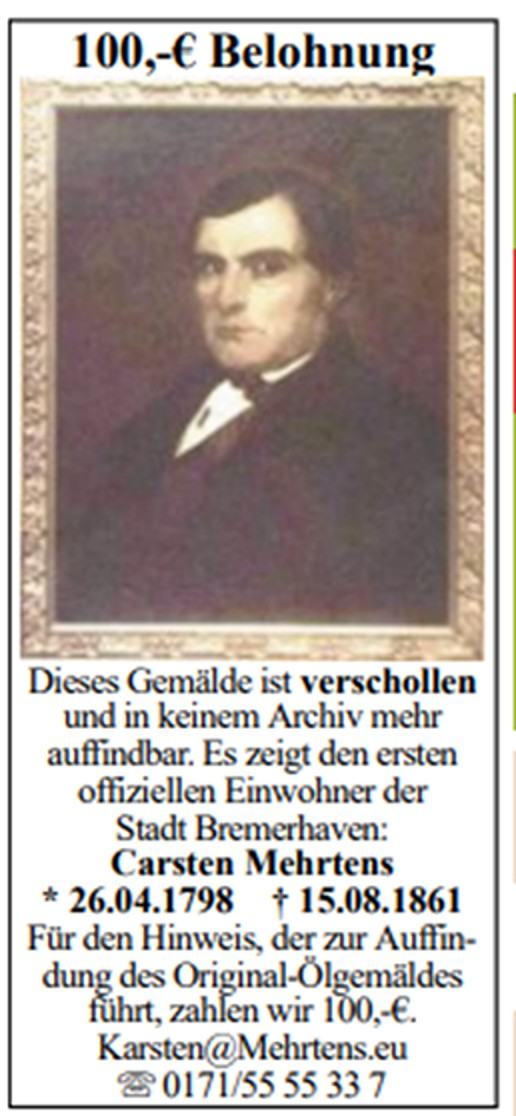
Dieser Aufruf zur Suche nach dem verschollenen Ölporträt von Carsten Mehrtens wurde im Dezember 2023 durch Karsten Mehrtens (den Ur-Ur-Enkel von Carsten Mehrtens) veröffentlicht.

Rund um die 100-Jahr-Feier Bremerhavens 1927 erschienen zwei Monographien, die einen umfassenden Rückblick auf die Stadtgeschichte unternahmen: Georg Besells Geschichte der Stadt Bremerhaven (1927) und Pastor Theodor Sachaus Die ältere Geschichte der Stadt Bremerhaven (1927). In beiden Büchern kommt Carsten Mehrtens ausführlich vor, Sachau fügt im Anhang sogar noch eine Ahnentafel mit den Nachkommen Carsten Mehrtens’ hinzu. Auch in späteren stadthistorischen Arbeiten spielt Carsten Mehrtens eine wichtige Rolle. Herbert und Inge Schwarzwälders akribischer Rechercheband Bremerhaven und seine Vorgängergemeinden (1977) macht u. a. erstmals die Bauzeichnungen von Carsten Mehrtens’ Schmiede und Wohnhaus der interessierten Öffentlichkeit zugänglich. Der erste Band des dreibändigen Werks Bremerhaven in drei Jahrhunderten (1989) geht ebenfalls explizit auf Carsten Mehrtens ein. Willy Wolffs Buch über Alte Friedhöfe in Lehe (1995) liefert die erste ausführliche Beschreibung der Vermächtnisgrabstätte der Familie Mehrtens. In Manfred Ernsts wegweisender Darstellung Von der Colonie zur Hafenstadt. Die Emanzipation Bremerhavens von Bremen im 19. Jahrhundert (2001) wird auch das 1927 von Kindervater veröffentlichte Ölporträt wieder abgedruckt. Auch im Lexikon Bremerhavener Persönlichkeiten aus vier Jahrhunderten, das 2002 vom Stadtarchiv Bremerhaven herausgegeben wurde, ist Carsten Mehrtens ein Beitrag gewidmet, auch hier wieder verbunden mit einem Abdruck des Porträts. Im 2027 zum 200. Geburtstag Bremerhavens erscheinenden Stadtlexikon wird Carsten Mehrtens ebenfalls vertreten sein. Die Suche nach dem oben erwähnten verschollenen Ölportrait von Carsten Mehrtens dauert weiterhin an. Zuletzt erschien Ende 2023 eine Zeitungsanzeige im Sonntagsjournal, in der zur Suche des Gemäldes aufgefordert wurde.